# Östergötlands flagga

Östergötlands flagga, given av staten 1884.

Östergötlands flagga är röd med en grip med en drakes vingar och svans.
En annan flagga för landskapet ser ut som Sveriges, fast med omvänd färgställning – blått kors på gult fält. Det blå korset symboliserar de två kanalerna, Göta och Kinda kanal, som går genom Östergötland, medan de gula fälten symboliserar östgötaslätten och de många bördiga sädesfälten.[källa behövs]
Flaggan komponerades av bokförläggaren Per Andersson i Mjölby. Den presenterades 1972 och började användas i turistsammanhang i början av 1980-talet då några kommuner i Östergötland gjorde en turistsatsning som kallades "Vätterlandet". Flaggan är dock fortfarande ganska okänd för många, även bland östgötarna själva. Detta tog finspångbon Håkan Pergelius upp i ett medborgarförslag som man kunde läsa i en artikel i Folkbladet 1 september 2009. Han ansåg att Finspång skulle flagga med östgötaflaggan till vardags och vid de allmänna flaggdagarna.
Östgötaflaggans utformning är dock inte unik. Landskapsstyrelsen på Åland lade fram en gulblå korsflagga, som kom att kallas "Pestflaggan", som förslag till Ålands nya flagga. Landstinget tyckte dock att flaggan var alltför ful, varför förslaget avslogs. En flagga med liknande färgsättning är den västsvenska flaggan.